# BC Vest Petrom Arad
BC Vest Petrom Arad este un club titrat de baschet din Arad, România. Antrenorul clubului care a adus cele 2 titluri la Arad a fost bosniacul Dragan Petricevic. Președintele clubului este Dan Gabriel Boric, iar managerul general, Adrian Budurean.

## Istorie

### Primul titlu
După două succese acasă – 86-84 și 84-72 – echipa de pe Mureș s-a impus și pe teren străin, cu 67-56, și a cucerit titlul de campioană națională, cu o formație din care făceau parte printre alții Cătălin Burlacu, Vereș Attila și regretatul Antonio Alexe.
„La prima finală, nu că nu era loc să intre spectatorii în sală: nu era loc să intre jucătorii în sală! Îmi amintesc foarte bine că atunci noi eram depășiți de evenimente, ceea ce nu s-a mai întâmplat la următoarele două finale. Cu mult înainte de start, în fața ușii de la sală erau sute de oameni rămași fără bilet și mai erau câțiva jucători care trebuiau să intre. Nu știau, săracii, cum să intre, deși aveau meci! Am trăit în acea perioadă un sentiment excepțional: tot orașul trăia pentru West Petrom și nu este un lucru ușor de realizat, pentru că Aradul are această Bătrână Doamnă, UTA, care va fi mereu numărul 1” (Dragan Petricevic, antrenorul West Petrom Arad, în 2001)
Coșgheterii finalei, la totalul celor trei meciuri, au fost regretatul Vladimir Arnautovic, cu 63 de puncte pentru prohoveni, și Miljan Marjanovic, cu 58 de puncte în contul lui West Petrom Arad. Lotul West Petrom 2001: Veres, Dehelean, Sziarto, Marjanovic, Muntean, Alexe, Burlacu, Mazilu, Apostol, Spasojevic, Ifrim, Nicolic. Antrenori: Dragan Petricevic, Adrian Budurean. Director tehnic: Davidhazy Emeric.

### Al doile tiltu
După titlul din 2001, West Petrom devenea campioană și în 2002. 

### Decăderea
Ultimul sezon în liga națională a fost în sezonul 2006-2007.

## Palmares

### Intern
Liga Națională
 Campioni: (2): 2000-2001, 2001-2002

## Infrastructura
Sala sporturilor din Arad este dotată cu 1500 de locuri.

## Jucători
- Flavius Lăpuște[6]
- Toni Alexe